# PRESENT (VALSHEのアルバム)
『PRESENT』（プレゼント）は、VALSHEの4枚目のアルバム。2020年4月1日にビーイングから発売された。

## 概要
「あなたに贈るVALSHEの「現在（いま）」」というキャッチコピーを掲げた本作は、『WONDERFUL CURVE』以来約2年8か月ぶりのフルアルバムとなった。

## 収録曲
CD
1. You can never cross the sea just by staring at the water surface
作曲・編曲：佐藤瞬
2. 海賊讃歌
作詞：VALSHE　作曲・編曲：佐藤瞬
3. 「SYM-BOLIC XXX」
作詞：VALSHE　作曲・編曲：佐藤瞬
4. アルビレオ
作詞：doriko　作曲：岡田ピロー　編曲：iroha (sasaki)
5. PRIMARY RULE
作詞・作曲：VALSHE　編曲：G'n-
6. 箱庭シンドローム
作詞：VALSHE　作曲・編曲：doriko
7. 紅蓮
作詞：VALSHE　作曲：小高光太郎・UiNA　編曲：齋藤真也
13thシングル
8. ACE of WING
作詞：VALSHE　作曲・編曲：湯場祐介
テレビ朝日系「musicるTV」4月度エンディングテーマ[2]
9. present.
作詞：VALSHE　作曲・編曲：佐藤瞬
テレビ東京系「たけしのニッポンのミカタ!」エンディングテーマ

DVD（初回限定版）
1. 「ACE of WING」 Music Video & Behind the Scenes

## レコーディング参加
- 秋山健介 - ギター
- 岩切信一郎 - ベース
- 湯場祐介 - ギター、ベース
- 齋藤真也 - キーボード
- 佐藤瞬 - コーラス
- doriko - コーラス